# Radonice (okres Chomutov)
Radonice (německy Radonitz) jsou obec, která se nachází v okrese Chomutov v Ústeckém kraji. Včetně místních částí zde žije přibližně 1 200 obyvatel. Jižním okrajem Radonic protéká říčka Liboc.

## Název
Název obce je odvozen z osobního jména Radoň ve významu ves lidí Radoňových. V historických pramenech se jméno vesnice vyskytuje ve tvarech: de Radoniz (1196), de Radonic (1239), de Radoniz (1260), in Radunicz (1272), in Radimicz (1360), Radunicz (1352), Radimicz (1384), Radinicz (1385), Radonicz (1399), in villa Radechow et Raduniczich (1404), in Radonicz (1434), Radonicze (1545), Radenicze (1654, Radonitz nebo Radenicze (1787) a Radonitz (1846).

## Historie
První písemná zmínka o Radonicích pochází z roku 1196 a nachází se v přídomku Ojíře z Radonic uvedeného jako svědka na listině, kterou Milhost z Mašťova daroval majetek řádu cisterciáků. Z třináctého a čtrnáctého století se dochovala především jména majitelů vsi nebo jejích částí. Byli jimi Vít a Mikuláš z Radonic (1239), Řivín z Radonic (1260), Svatoslav z Radonic (1316), Visemir a Ješek z Radonic (1360) a Ojíř z Očedělic, který roku 1397 u zemského soudu vedl o radonické dědictví úspěšný spor s Anežkou, vdovou po Henšikovi z Radonic. Jeho podíl v roce 1406 ovládal Jindřich z Mašťova.
V patnáctém století Radonice získali Mikuláš a Jan z Lobkovic, kteří měli roku 1434 patronátní právo ke kostelu Narození Panny Marie, ale menší podíly patřily také rytířům z Obrovic. V době okolo roku 1474 Radonice tvořily součást kněžického statku, který od krále Vladislava Jagellonského dostal jako léno Beneš z Veitmile († 1496). V pozdějších letech Radonice patřily k Vintířovu. Jeho majitelem se roku 1505 stal Albrecht z Kolovrat, ale o tři roky později panství prodal i s Radonicemi Oplovi z Fictumu.
Na Oplovu žádost povýšil král Vladislav Jagellonský Radonice na město a zároveň mu udělil právo vařit pivo, mílové právo, právo prodávat sůl, povolovat řemesla a pořádat trhy. Od roku 1528 byly vedeny městské knihy. O dva roky později byla odhalena Oplova penězokazecká dílna na Šumburku, a Opl byl nucen uprchnout ze země. Veškerý jeho majetek král Ferdinand I. zkonfiskoval a Vintířov s Radonicemi roku 1532 prodal Albrechtu Šlikovi.
Šlikové město obehnali zdí a nechali postavit městské brány: městskou (1533), vintířovskou (1539), vilémovskou (1584) a mašťovskou (1594). V roce 1534 založili sladovnu s pivovarem, který roku 1545 darovali městu s podmínkou, že bude vrchnosti platit osm míšeňských grošů z každé várky piva. Kromě toho městu umožnili provozovat masné krámy, povolili lov ryb a zakládání řemeslnických cechů. Ve městě stály dva mlýny, z nichž jeden měl stoupu na kroupy. Od roku 1552 byly ve městě lázně a v roce 1598 byl zřízen špitál. Město smělo používat městský znak, který obsahoval erby Fictumů a Šliků. Městské záležitosti spravoval sudí a rada dvanácti přísežných, které později nahradil magistrát vedený starostou. Mezi starosty patřili např. Martin Beck (1575), Kryštof Flescher (1580) nebo Mikuláš Bachmann (1596).

### Sedmnácté a osmnácté století
Za Šliků se ve městě rozšířilo luteránství, což bylo předmětem častých kontrol a protestů ze strany panovníka i církevních orgánů. Přesto se protestantská víra v Radonicích udržela až do roku 1622. Po smrti Jeronýma Šlika v roce 1612 jeho majetek zdědil Jindřich Matyáš Thurn. Jako jedna z vůdčích osobností se zúčastnil stavovského povstání v letech 1618–1620. Po jeho porážce musel utéct ze země, ale přišel o veškerý majetek. Roku 1622 Vintířov s Radonicemi koupil Ferdinand z Nagarolu, který na panství ihned zahájil proces rekatolizace. Od města převzal várečné právo, ale měšťany osvobodil od robotních povinností. Vdova po něm městu zakázala přijímat Židy.
Roku 1628 se majitelem města stal Vilém Verdugo a po něm v roce 1650 nevlastní syn Jan Šebestián z Pöttingu, který zrušil práva udělená Ferdinandem z Nagarolu a o rok později vydal nová. Po třicetileté válce ve městě podle berní ruly z roku 1654 stálo šest vyhořelých a jedenáct pustých domů. Žilo zde 71 poddaných, z nichž část se věnovala zemědělství. Měli celkem dvanáct potahů a chovali 23 krav, 22 jalovic, 104 ovcí a 69 prasat. Kromě nich ve městě působilo mnoho řemeslníků.
Roku 1664 vintířovské panství koupili Losyové z Losinthalu, kteří na přelomu sedmnáctého a osmnáctého století nechali strhnout starý kostel a na jeho místě založili nový v barokním slohu. Roku 1729 také stanovili nová práva a povinnosti města. To muselo ročně zaplatit daň 661 zlatých, a k tomu dvakrát ročně úroky ve výši padesáti a 65 zlatých. Ve třech městských hospodách se smělo prodávat pouze vintířovské pivo. Město muselo na vlastní náklady provést každoroční výlov Nového rybníka, odvádět naturální dávky ze solní truhly a masných krámů, platit dvě třetiny nákladů na okolních vinicích a v případě potřeby dodávat nádeníky.

### Devatenácté století
U Radonic se nacházely dva hnědouhelné doly pojmenované Františka. Starší byl otevřen koncem padesátých let devatenáctého století. Zpočátku malý důl zaměstnával pouze šest horníků, ale jejich počet se časem zvýšil na padesát. Podobně se zvyšovala roční produkce uhlí na 20 000 tun v roce 1920. Vytěžené uhlí se vlečkou odváželo k vilémovskému nádraží. Mladší důl Františka II byl největším dolem pětipeské oblasti. Dobývala se v něm osm metrů mocná sloj z hloubek 55–70 metrů. Celková produkce dolu do roku 1940 byla až 900 000 tun uhlí.
V roce 1923 byl 600 metrů jihojihovýchodně od Radonic na místě staršího dolu Josef rodiny Willmitzerů otevřen nový důl Juliána. V geologicky obtížných podmínkách zde pracovalo až čtyřicet horníků, kteří těžili dvě sloje z hloubek 12–50 metrů. Do uzavření dolu ve třicátých letech dvacátého století zde bylo získáno asi 100 000 tun uhlí. Mezi obcí a dolem Juliána fungoval v období 1934–1940 také důl Karel s celkovou produkcí až 100 000 tun. Posledním radonickým dolem byla Anna Terezie otevřená koncem první světové války. Těžil sloj uloženou v hloubce okolo 30 metrů, ale celková produkce dolu činila pouze několik tisíc tun uhlí.
Dopravní spojení poštovním dostavníkem mezi Kadaní a Doupovem přes Radonice fungovalo od roku 1841, ale pošta byla otevřena až v roce 1872. Železniční spojení Radonice získaly v roce 1884, kdy byla dokončena odbočka Doupovské dráhy z Vilémova. Prodloužení trati do Doupova se město dočkalo v roce 1902.
Významným průmyslovým podnikem ve městě býval cukrovar s kapacitou 200 tisíc metrických centů cukrové řepy, který stával za městem u silnice do Doupova. Založen byl Konsorciem odborných ekonomů a podnikatelů, ale v roce 1871 jej převzala akciová společnost místních sedláků. Cukrovar fungoval do roku 1910. O rok později jej koupila přísečnická firma Antonín Springer a synové, ale obnovit výrobu se nepodařilo. Dalším majitelem se stala obec, od které cukrovar v roce 1917 koupil Ferdinand Lobkowicz, ale ani on bývalý provoz obnovit nedokázal. V roce 1920 se v areálu zpracovávalo zelí, ale výroba byla brzy přestěhována do konzervárny frimy Löbl a Fuchs.

### Dvacáté století
Elektrifikace města začala v roce 1910 napojením na rozvodnou síť lomazické elektrárny. O deset let později začala ve městě fungovat konzervárna zaměřená na zpracování zelí a okurek. Uzavřena byla až v roce 1989. U Liboce byla otevřena cihelna, která zůstala v provozu do poloviny dvacátého století.
Po Mnichovské dohodě se Radonice ocitly na okraji Německem obsazeného území. Německá armáda město obsadila 9. října 1938 odpoledne. Těsně předtím z města odjeli čeští četníci. Během druhé světové války ve městě fungoval zajatecký tábor, pod jehož správu spadaly pobočky v okolních vesnicích. V samotných Radonicích bylo v areálu bývalého cukrovaru internováno 35 zajatců z Francie, kteří pracovali především v dolech. Rudá armáda do Radonic dorazila 9. května 1945. Během roku 1946 proběhlo vysídlení Němců, kteří se před odchodem do Německa shromažďovali v táboře u Prunéřova.
Jednotné zemědělské družstvo bylo v Radonicích založeno roku 1952, ale už po roce se rozpadlo. Poté bylo obnoveno, a přestože se mu dařilo, bylo později sloučeno s JZD Račetice. Koncem šedesátých let začala výstavba sídliště panelových domů, následovala kanalizace a v devadesátých letech čistírna odpadních vod. Nový areál mateřské školy byl otevřen v roce 1983 severně od školní budovy a v sousedství vyrostla v posledních dvou desetiletích dvacátého století čtvrť rodinných domů.

## Obyvatelstvo
Při sčítání lidu v roce 1921 zde žilo 976 obyvatel (z toho 502 mužů), z nichž bylo čtyřicet Čechoslováků, 931 Němců a pět cizinců. Kromě jednoho evangelíka, tří židů a deseti lidí bez vyznání patřili k římskokatolické církvi. Podle sčítání lidu z roku 1930 měla obec 921 obyvatel: 48 Čechoslováků, 862 Němců a jedenáct cizinců. Žili zde tři židé, osm evangelíků, osm lidí bez vyznání a ostatní se hlásili k římskokatolické církvi.
|                                                           | 1869 | 1880  | 1890  | 1900 | 1910 | 1921 | 1930 | 1950 | 1961 | 1970 | 1980 | 1991 | 2001 | 2011 | 2021 |
| --------------------------------------------------------- | ---- | ----- | ----- | ---- | ---- | ---- | ---- | ---- | ---- | ---- | ---- | ---- | ---- | ---- | ---- |
| Obyvatelé                                                 | 808  | 1 100 | 1 071 | 929  | 976  | 976  | 921  | 642  | 640  | 639  | 858  | 833  | 834  | 867  | 868  |
| Domy                                                      | 144  | 155   | 165   | 159  | 165  | 166  | 172  | 157  | 165  | 146  | 161  | 177  | 195  | 203  | 214  |
| Data z roku 1961 zahrnují i domy z místní části Radechov. |      |       |       |      |      |      |      |      |      |      |      |      |      |      |      |

## Obecní správa
Po zrušení patrimoniální správy se Radonice staly obcí v okrese Kadaň, po jehož zániku byly začleněny do okresu Chomutov. Roku 1837 se starostou města stal Josef Eckert.

### Části obce
- Radonice (k. ú. Radonice u Kadaně)
- Háj (k. ú. Háj u Vintířova)
- Kadaňský Rohozec (k. ú. Kadaňský Rohozec)
- Kojetín (k. ú. Kojetín u Radonic)
- Miřetice u Vintířova (k. ú. Radonice u Kadaně)
- Obrovice (k. ú. Radonice u Hradiště)
- Radechov (k. ú. Radonice u Kadaně)
- Sedlec u Radonic (k. ú. Sedlec u Radonic a částečně Vojnín)
- Vintířov (k. ú. Vintířov u Radonic)
- Vlkaň (k. ú. Radonice u Kadaně)
- Vojnín (k. ú. Vojnín)
- Ždov (k. ú. Vintířov u Radonic)

Podle záměru zmenšení vojenského újezdu Hradiště a zákona č. 15/2015 Sb. se od 1. ledna 2016 připojilo k obci Radonice katastrální území Radonice u Hradiště, čímž se pod správu obce dostala osada Obrovice. O toto území (cca 0,399 km²) se zároveň rozšířil Ústecký kraj.

## Školství
Škola v Radonicích byla už v polovině sedmnáctého století. O dvě stě let později měla dvě třídy, které navštěvovalo přes 200 žáků z Radonic a okolních vesnic. Třetí třída byla zřízena roku 1873 a hned dalšího roku čtvrtá, ale počet žáků vzrostl na 320. Obec proto u okresní školské rady neúspěšně žádala o příspěvek na výstavbu nové budovy. Ta byla nakonec otevřena až 16. září 1889 v Doupovské ulici. Po druhé světové válce začala výuka 3. září 1945 a v lednu 1946 byla otevřena mateřská škola. V roce 1969 zdejší devítiletou školu navštěvovaly děti ze všech místních částí.

## Osobnosti
- Johann Ignaz Walter (1755–1822), německý tenorista a hudební skladatel
- Johann von Wenisch (1802–1895), rakouský soudce a politik
- Athanasius Bernhard (1815–1875), opat kláštera v Oseku
- Bedřich Bernau (1849–1940), historický badatel a spisovatel, působil zde. Na domě čp. 145 je umístěna jeho pamětní deska.[34]

## Pamětihodnosti
Dominantou náměstí je novogotický mariánský sloup z období 1846–1871 se sochou Panny Marie od Josefa Maxe a mladšími sochami světců na návsi. Na východní straně náměstí stojí barokní kostel Narození Panny Marie z roku 1702 a před ním památkově chráněná budova bývalé fary. Další významnou budovou je radonický zámek přestavěný na radnici na severní straně náměstí. K památkově chráněným objektům patří usedlost čp. 67 s barokní sochou svatého Floriána z doby okolo roku 1730 a také domy čp. 18, 97 a 120.
Na náměstí u kašny roste lípa malolistá a na pozemku vedle radnice javor klen. Oba dva jsou chráněné jako památné stromy.

## Galerie

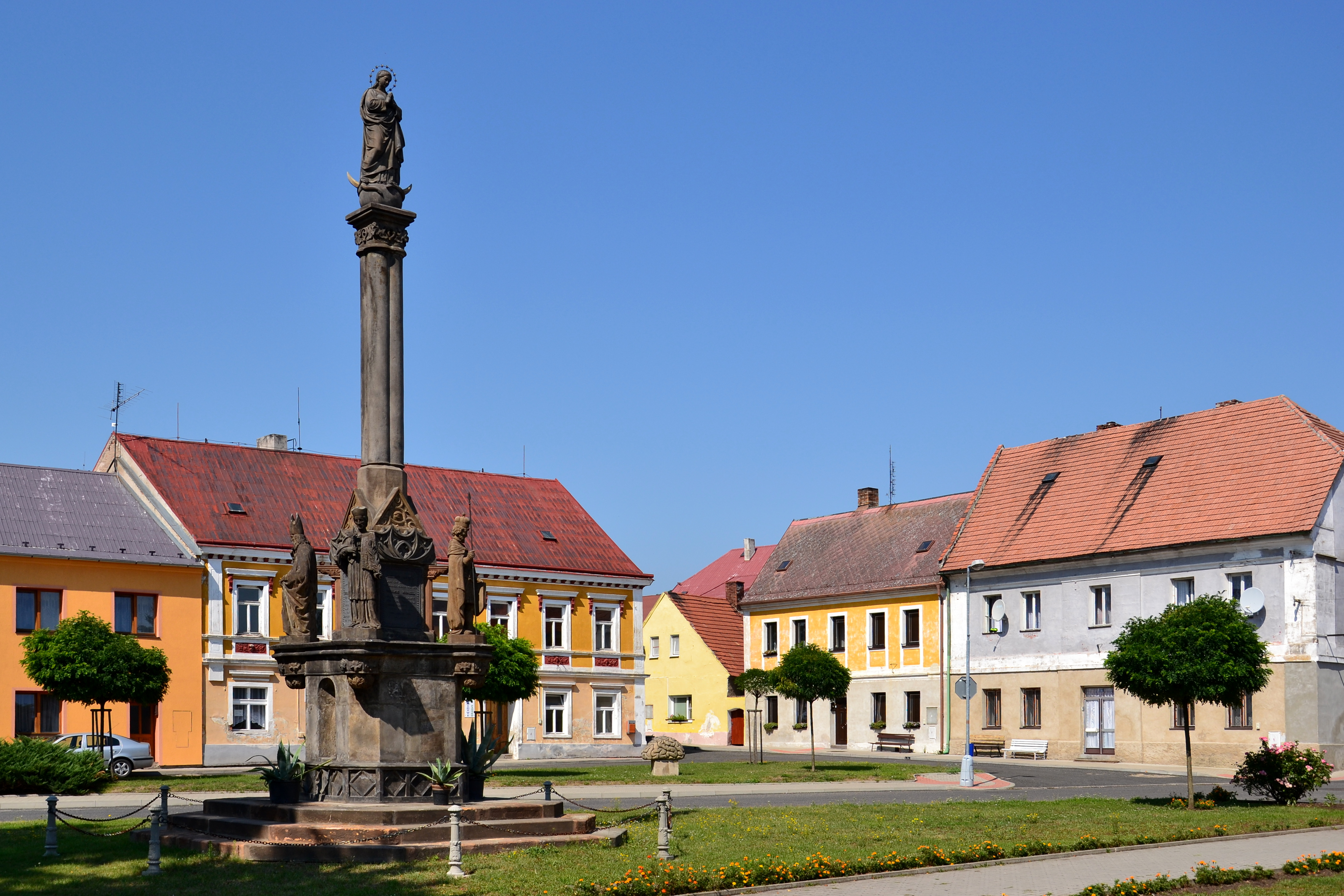
Náměstí s mariánským sloupem
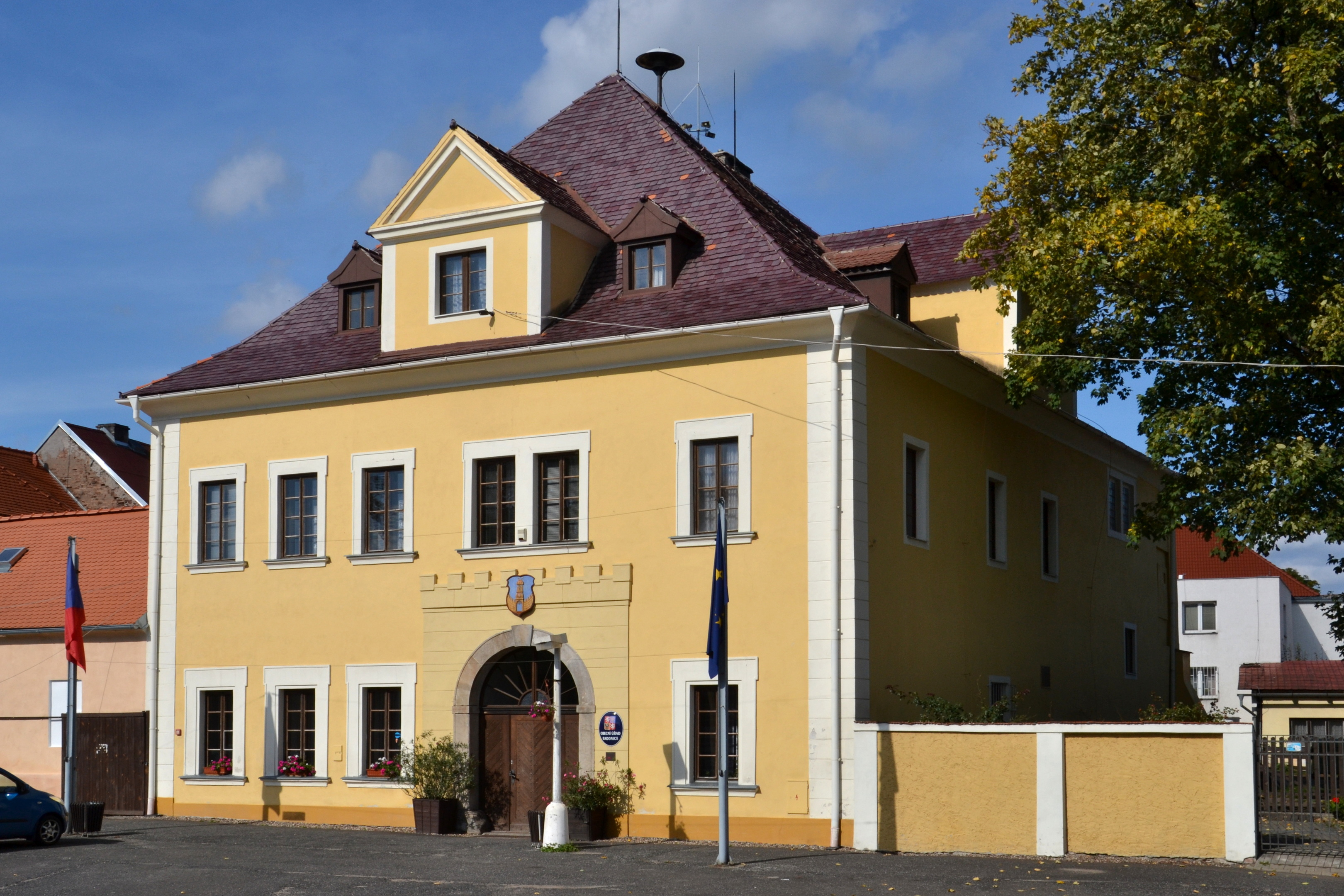
Radnice v budově bývalého zámku
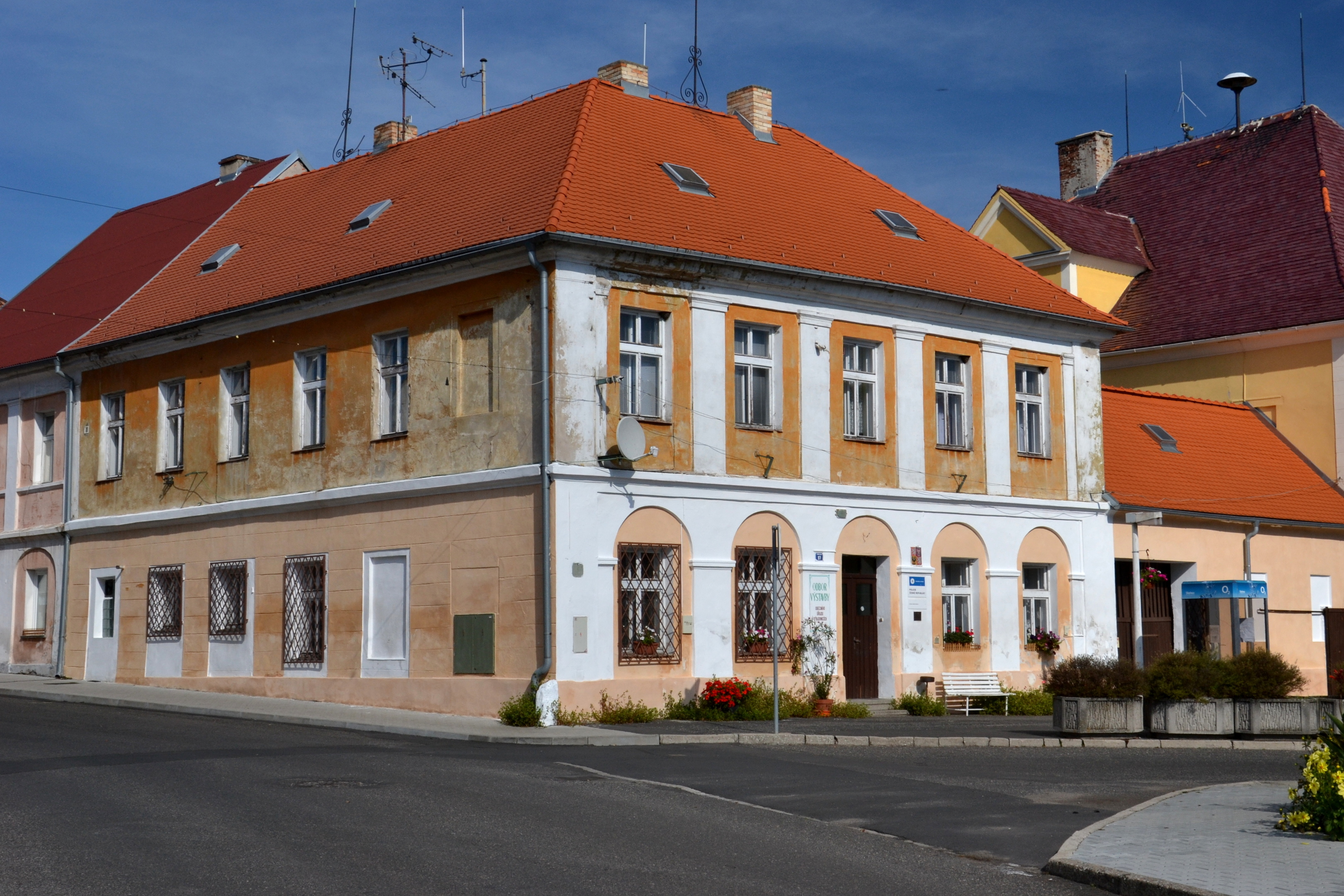
Dům čp. 97
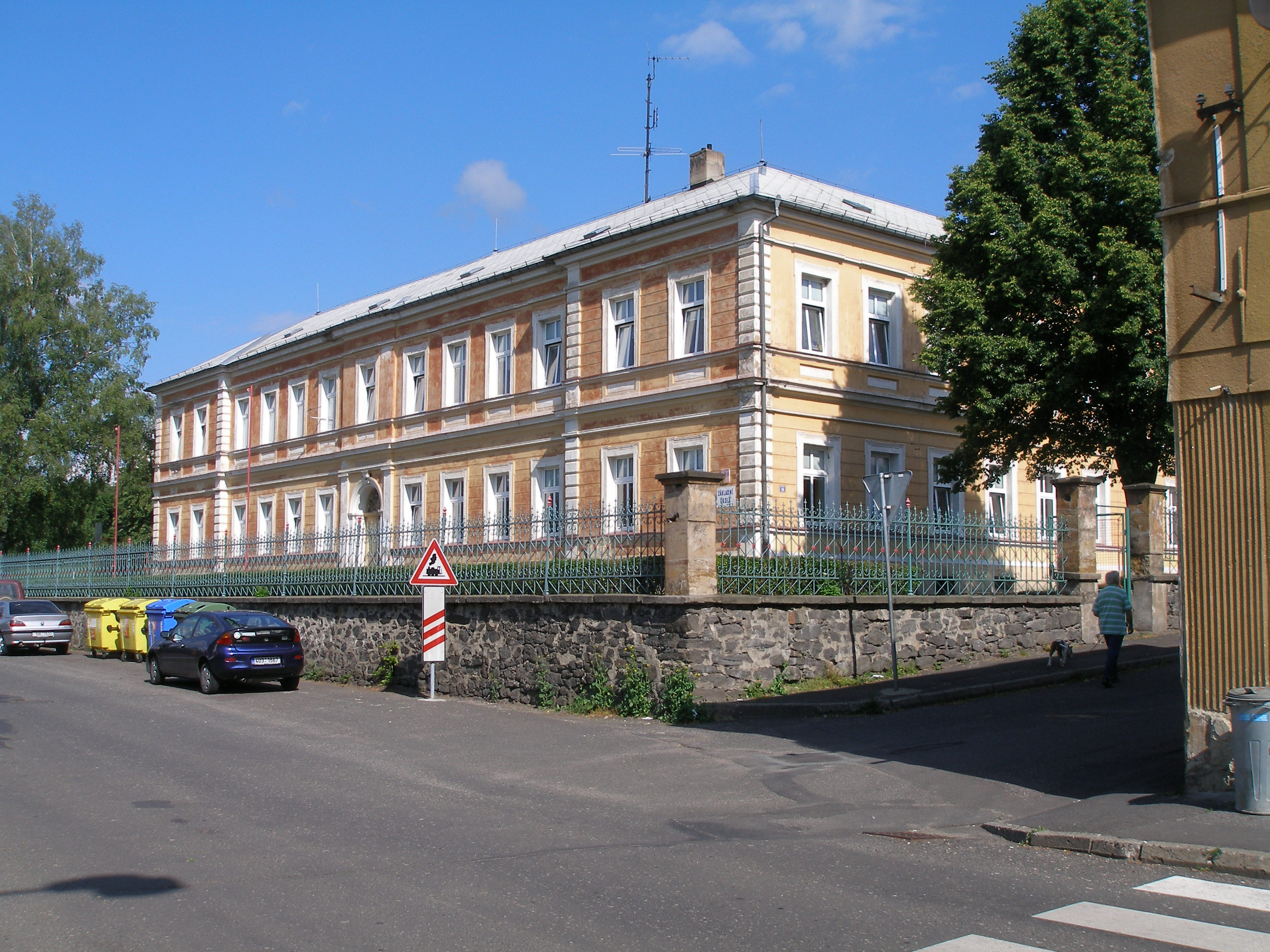
Škola
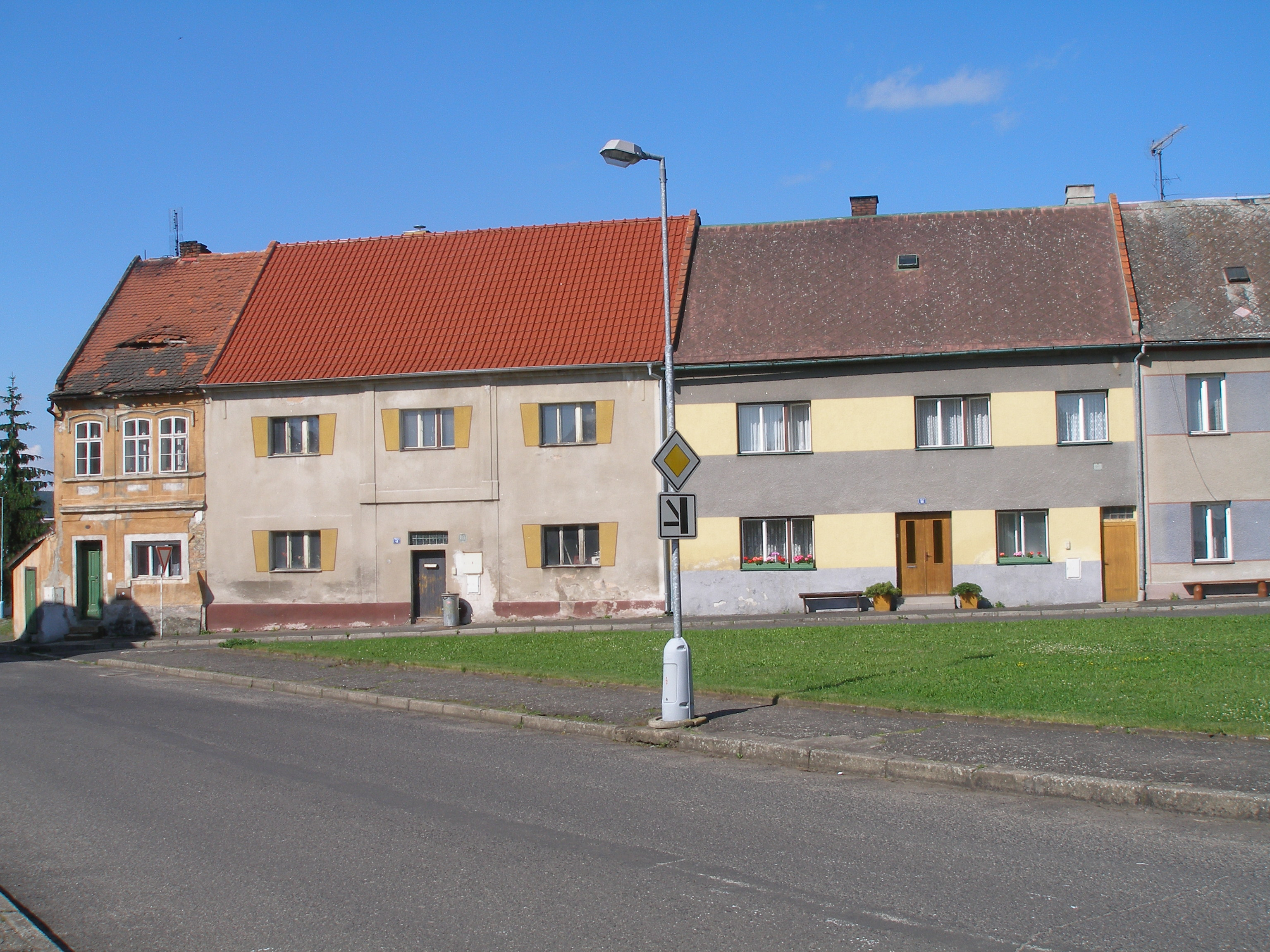
Západní strana náměstí